# Електронно-променева установка
Електронно-променева установка — електроустановка, що складається з вольфрамового кільцевого катода і анода — електрода, що розплавляється при температурі 2500 К.
Електрони, що виходять із катода, концентруються екраном у вигляді пучка і спрямовуються на електрод і рідкокристалічну ванну. Кінець електрода розплавляється під дією бомбардування його електронів, і метал краплями стікає в ванну. Піднімаючи і опускаючи електрод, можна змінювати кількість падаючих на нього електронів і повністю припинити плавлення, піднявши його. Нижче ванни в установці утворюється переплавлені злитки, які поступово опускаються по кристалізатору.
Перетворювальні агрегати електронно-променевих установок, що приєднуються до електричної мережі до 1 кВ, повинні мати захист від пробоїв електроізоляції кіл нижчої напруги і електричної мережі, викликаних наведеними зарядами в первинних обмотках підвищувальних трансформаторів, а також захист від К3 у вторинній обмотці. 
Електронно-променеві установки повинні мати захист від рентгенівського випромінювання, що забезпечує повну радіаційну безпеку, за якої рівень випромінювання на робочих місцях не має перевищувати значень, що допускаються чинними нормативними документами для осіб, які не працюють із джерелами іонізуючих випромінювань. 
Для захисту від комутаційних перенапруг перетворювальні агрегати треба обладнувати розрядниками, що встановлюються з боку вищої напруги.